# Alexandre da Silva
Alexandre da Silva (nacido el 14 de junio de 1964) es un exfutbolista brasileño que se desempeñaba como delantero.
Jugó para clubes como el Atlético Mineiro, Goiás, Flamengo, Internacional, Santos, Botafogo, Al-Ahli, Cerezo Osaka y Atlético Paranaense.

## Trayectoria

### Clubes
| Club                 | País           | Año         |
| -------------------- | -------------- | ----------- |
| Cabofriense          | Brasil         | 1984        |
| Juventus             | Brasil         | 1984        |
| Esmeraldas Petrolero | Ecuador        | 1985 - 1987 |
| Itabuna              | Brasil         | 1987        |
| Atlético Mineiro     | Brasil         | 1987 - 1989 |
| Goiânia              | Brasil         | 1989        |
| Goiás                | Brasil         | 1990        |
| Flamengo             | Brasil         | 1990        |
| Internacional        | Brasil         | 1990        |
| Goiânia              | Brasil         | 1991        |
| Internacional        | Brasil         | 1991        |
| Santos               | Brasil         | 1992 - 1995 |
| Botafogo             | Brasil         | 1995        |
| Al-Ahli              | Arabia Saudita | 1995 - 1996 |
| Cerezo Osaka         | Japón          | 1996        |
| Araçatuba            | Brasil         | 1997        |
| Atlético Paranaense  | Brasil         | 1997        |
| Bangu                | Brasil         | 1998        |
| Paysandu             | Brasil         | 1999        |
| Remo                 | Brasil         | 2000        |
| Bangu                | Brasil         | 2001        |
| Cabofriense          | Brasil         | 2001        |